# Maximam Gravissimamque
 Maximam Gravissimamque  è un'enciclica di papa Pio XI, promulgata il 18 gennaio 1924, e scritta all'Episcopato francese in occasione del ristabilimento delle relazioni diplomatiche con la Francia e dell'approvazione delle Associazioni Diocesane francesi. Annesso all'Enciclica un modello per la stesura degli Statuti di tali associazioni.